# Carex heterostachya
Carex heterostachya là một loài thực vật có hoa trong họ Cói. Loài này được Bunge mô tả khoa học đầu tiên năm 1833.